# 海牙小組
海牙小組是在2025年1月31日由8個全球南方國家所組成的國際組織。組織成立的目的在於保護和維護位於荷蘭海牙的國際刑事法院和國際法院對於以巴冲突所做的裁決。

## 創立與目的
海牙小組由進步國際為加沙戰爭所召集 並由九個成員國於2025年1月31日在海牙宣布成立。這些成員國包括貝里斯 、玻利維亞、哥倫比亞、古巴、宏都拉斯、馬來西亞、納米比亞、塞內加爾和南非。組織草創之初，西班牙等國也曾被邀請加入。
進步國際聯合總協調員兼海牙小組代理主席瓦爾沙·甘迪科塔-內盧特拉（Varsha Gandikota-Nellutla）稱組織成立的動機為：「海牙小組在必要之下誕生。在這個強國肆意橫行而不受法律制裁的世界，我們必須團結一致，捍衛正義、平等和人權的原則。」
南非國際關係與合作部部長羅納德·拉莫拉（Ronald Lamola）則表示：「海牙組織的成立明確的表示了沒有任何國家可以凌駕於法律之上，也沒有任何罪行可以逍遙法外。」根據小組成立宣言，該組織堅持國家有義務結束以色列對巴勒斯坦國的佔領，支持實現巴勒斯坦人民不可剝奪的自決權利，其中包括建立獨立的巴勒斯坦國的權利。
小組中各成員國同意在任何情況下，在武器明顯可能被用於實施或協助違反國際人道法或種族滅絕行為下，將共同阻止任何國家向以色列提供或轉讓武器、彈藥和相關設備。具體的阻止方式包括禁止任何向以色列運送武器或軍用燃料的船舶停靠在成員國的所有港口。海牙小組的成立大會上，甘迪科塔-內盧特拉表示：「海牙小組試圖透過我們的港口、工廠和法院的協商和承諾來建立捍衛國際法的堡壘。」聯合國國際獨立調查委員會成員、人權律師，亚尼斯·瓦鲁法基斯和傑瑞米·柯賓等多國國會議員皆出席小組成立大會。

## 對法律裁決的支持
該組織在其成立大會上提及數項不同的法律裁決，認為以色列的行為構成種族滅絕及違反國際法，並表示防止此種犯罪是所有國家的法定義務。成立大會上也提及數個聯合國決議，包括1977年時對南非實施武器禁運的聯合國安全理事會第418號決議。
小組成員國宣布將支持國際刑事法院自2014年6月起的調查及對以色列总理本雅明·内塔尼亚胡及前任國防部長约亚夫·加兰特所發布的逮捕令，也將支持國際法院於2024年1月、3月和5月在南非訴以色列案作出臨時裁決及2024年7月19日在以色列的政策和做法产生的法律后果一案的裁決。

## 成員國
海牙小組的創始成員國共有九國，貝里斯於一周後退出小組。2025年4月3日，包括法蘭希絲卡·阿爾巴內塞（Francesca Albanese）、塔綸·莫佛肯（Tlaleng Mofokeng）、約瓦娜·傑茲迪米羅維奇·拉尼托（Jovana Jezdimirovic Ranito）等聯合國人權專家和聯合國特別報告員基於對缺乏積極行動可能危及國際法律制度的擔憂，呼籲更多國家加入海牙小組。
2025年7月中旬，智利眾議院通過決議，呼籲總統加夫列尔·博里奇盡速宣布加入海牙小組。
| 姓名                                                  | 職稱                     | 成員國   | 參考資料     |
| ----------------------------------------------------- | ------------------------ | -------- | ------------ |
| 阿薩德·肖曼（Assad Shoman）                           | 貝里斯總理主權事務特使   |          | [ 4 ] [ 14 ] |
| 羅伯托·卡爾薩迪利亞（Roberto Calzadilla）             | 玻利維亞駐荷蘭大使       | 玻利维亚 | [ 15 ]       |
| 卡蘿琳娜·奧拉特-巴卡雷斯（Carolina Olarte-Bácares）   | 哥倫比亞駐荷蘭大使       | 哥伦比亚 | [ 14 ]       |
| 伊薩烏拉·卡瓦尼亞斯·維拉（Isaura Cabañas Vera）       | 古巴駐荷蘭大使館代辦     | 古巴     | [ 15 ]       |
| 瑪麗安·塔瓦索麗·澤亞（Mariam Tavassoli Zea）          | 宏都拉斯外交部顧問       |          | [ 3 ] [ 14 ] |
| 羅塞利·本·阿卜杜勒（Roseli Bin Abdul）                | 馬來西亞駐荷蘭大使       | 马来西亚 | [ 15 ]       |
| 伊馮娜·達烏薩布（Yvonne Dausab）                      | 納米比亞法務部部長       | 纳米比亚 | [ 3 ] [ 15 ] |
| 拉瑪圖拉耶·巴·埃普斯·費伊（Ramatoulaye Ba Epse Faye） | 塞內加爾駐荷蘭大使       | 塞内加尔 | [ 14 ]       |
| 羅納德·拉莫拉（Ronald Lamola）                        | 南非國際關係與合作部部長 | 南非     | [ 3 ] [ 15 ] |

## 行動
2025年7月15日至16日，海牙小組在波哥大召開緊急會議，小組成員國計劃於會議上宣布執行國際法的具體行動。30餘國亦派出代表參與會議，其中包括巴西、中華人民共和國、印尼、愛爾蘭、墨西哥、挪威、巴基斯坦、葡萄牙、卡達、西班牙及土耳其。
高峰會決議，與會國中的12宣布將會採取六項措施，包括阻止武器供應、防止從機構和資金上支持以色列和以色列佔領的巴勒斯坦領土，以及支持對在巴勒斯坦犯下的國際罪行進行法律調查和起訴。剩餘的與會國則根據2024年9月18日通過的聯合國大會第A/RES/ES-10/24號決議中規定的12個月時限，以2025年9月為參與措施的最後時限。

## 外部連結
- 官方网站
- Progressive International briefing